# Ivan Chudoleev
Ivan Nikolaevič Chudoleev (Mosca, 24 settembre 1875 – 19 maggio 1932) è stato un attore russo.

## Filmografia parziale

### Attore
- Zagadočnij mir (1916)
- Radi sčast'ja (1916)
- Bluždajuščie ogni (1917)